# Срце од камена
Срце од камена (енгл. Heart of Stone) амерички је шпијунски и акциони трилер из 2023. године. Режију потписује Том Харпер, по сценарију Грега Раке и Алисон Шредер, док главне улоге тумаче: Гал Гадот, Џејми Дорнан, Алија Бхат, Софи Оконедо и Матијас Швајгхефер.
Приказан је 11. августа 2023. године преко платформе Netflix. Добио је помешане рецензије критичара.

## Радња
Обавештајна оперативка која ради за тајну глобалну агенцију за очување мира покушава спречити хакерку да украде њено најдрагоценије и најопасније оружје.

## Улоге
| Глумац             | Улога           |
| ------------------ | --------------- |
| Гал Гадот          | Рејчел Стоун    |
| Џејми Дорнан       | Паркер          |
| Алија Бхат         | Кеја Дхаван     |
| Софи Оконедо       | Номад           |
| Џинг Луси          | Јанг            |
| Пол Риди           | Бејли           |
| Јон Кортахарена    | Плавушан        |
| Арчи Мадекве       | Ајво            |
| Матијас Швајгхефер | Џек             |
| Бредли Дарил Вонг  | Краљ клубова    |
| Глен Клоус         | Краљ дијаманата |
| Марк Иванир        | Краљ пикова     |